# Vejle Friskole
Vejle Friskole er en fri grundskole beliggende i den tidligere seminariebygning ved Vejles nordlige indfaldsvej, Horsensvej.
Friskolen blev grundlagt i 1972 som Vejle Fri Børneskole af en kreds af seminariets venner da det stod for lukning. Statens Folkeskoleseminarium var en grundtvig-koldsk uddannelsesinstitution, hvis første forstander, R.J. Holm (1838-1917), er afbildet på en buste foran bygningen.